# Крстарица Бисер
Крстарица Бисер (рус. Жемчуг) била је руски ратни брод, заштићена крстарица класе Изумруд (енгл. Izumrud class protected cruisers), поринут 1903. Један од ретких руских бродова који су преживели пораз код Цушиме, потопљена је у бици код Пенанга 1914, у борби против немачке лаке крстарице Емден.

## Карактеристике
Грађене у периоду 1903-1904, крстарице класе Изумруд - 2 брода, Бисер и Смарагд (рус. Изумруд), имале су депласман од 3.100 т, брзину од 24 чвора и посаду од 350 људи. Биле су наоружани са 6 топова 120 мм, 6 топова 47 мм, 2 топа 37 мм и 3 подводне торпедне цеви (калибра 381 мм). Главна палуба била је заштићена оклопом дебљине 30-76 мм, а главна кула оклопом од 31 мм.